# Patente Única del Mercosur

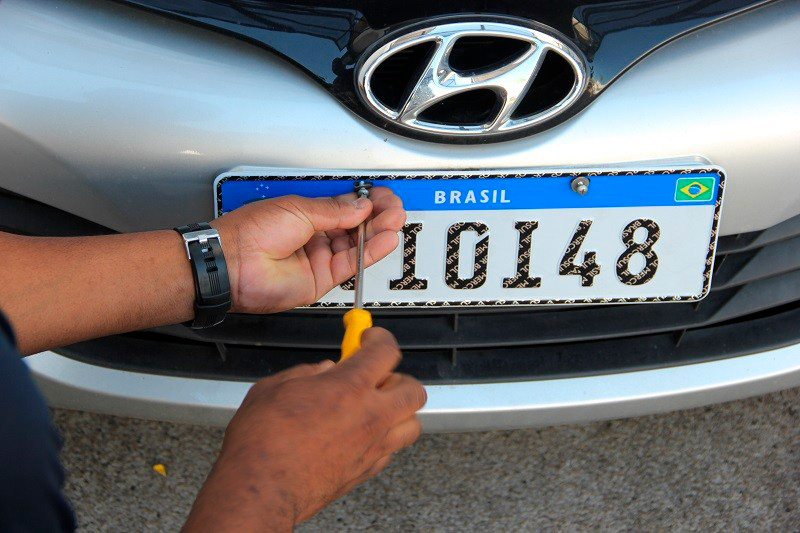
Desde su introducción en octubre de 2018, ya se han vendido en Brasil un millón de vehículos con matrícula Mercosur. En la imagen, un propietario de un auto de la marca Hyundai instala la patente Mercosur en el parachoques frontal de su vehículo.

La Patente Única del Mercosur es una matrícula identificatoria para vehículos miembros del Mercosur que ya es usada en Uruguay desde marzo de 2015, en Argentina desde abril de 2016, en Brasil desde octubre de 2018 y en Paraguay desde julio de 2019. Mientras que Venezuela aún no tiene plazo para implementarla, ya que se encuentra suspendida del Mercosur desde el año 2018.
Argentina fue el país en plantear la cuestión, ya que su anterior modelo estaba a punto de agotarse debido al inesperado incremento del parque automotor en dicho país. Fue presentada por primera vez en octubre de 2014, en el Salón Libertador del Palacio San Martín de Buenos Aires, donde los Estados Partes del Mercosur aprobaron la Resolución 033/14 que establecía su uso obligatorio a partir del 1 de enero del 2016, aunque a excepción del Uruguay, se realizaron varias prórrogas en relación con los demás países que lo han implementado o están en proceso de hacerlo.
El empadronamiento de autos nuevos (0 km) o pendientes de empadronar, rige obligatoriamente con el formato nuevo del Mercosur en los países y/o estados (en el caso del Brasil) donde rige; en tanto que el reempadronamiento de autos usados será progresivo, pero inicialmente opcional.
Entre sus características más notorias está el tamaño, similar al utilizado en Uruguay y Brasil en las últimas décadas, que es mayor al de Argentina y Paraguay en longitud. Además, en Argentina se deja de lado el tradicional fondo negro con letras blancas, invirtiendo los colores para hacer más fácilmente legibles los dígitos, en Brasil se deja de lado el color gris y en Paraguay se deja el tradicional color rojo en las inscripciones de las patentes.

## Distribución de letras y números por país
Se debió elegir la distribución de letras y números para cada país miembro ya que la secuencia alfanumérica seleccionada no debe ser coincidente con la de ningún otro Estado Parte. Esto es para evitar cualquier tipo de complicación u obstrucción en su lectura.
| País miembro | Ejemplo | Formato                                     | Implementación                                          |
| ------------ | ------- | ------------------------------------------- | ------------------------------------------------------- |
| Argentina    |         | AB 123 CD para autos y A12 3BCD para motos. | Desde abril de 2016.                                    |
| Brasil       |         | ABC1D23 para autos y motos.                 | Desde septiembre de 2018 (algunos estados).             |
| Bolivia      |         | AB 12345 para autos.                        | Desde abril de 2017 solo para transporte internacional. |
| Paraguay     |         | ABCD 123 para autos y 123 ABCD para motos.  | Desde julio de 2019.                                    |
| Uruguay      |         | ABC 1234 para autos y motos.                | Desde marzo de 2015.                                    |
| Venezuela    | -       | -                                           | No implementado (suspendido del Mercosur).              |

## Datos específicos
Esta nueva matrícula se utilizará en Argentina, Brasil, Paraguay, Uruguay y Venezuela. Contará con las siguientes características comunes:
- Dimensiones: 400 mm × 130 mm y un espesor de 1 mm.
- Emblema oficial del bloque e identificación con nombre y bandera de cada país, sobre una franja de color azul Pantone 286.
- Medidas de seguridad: marca de agua, estampado en caliente con lámina de seguridad con efecto difractivo y onda sinusoidal.
- Fuente tipográfica: FE Engschrift en color negro sobre fondo blanco.

## Colores
Originalmente los colores de los caracteres de cada patente serían los siguientes: 
- Vehículo Particular: caracteres negros.[15]
- Vehículo Comercial: caracteres rojos (Pantone Fórmula Sólido Brillante 186C). Incluye a buses, camiones, taxis y otros vehículos que prestan servicios a terceros.[15]
- Vehículo Oficial: caracteres azules (Pantone Fórmula Sólido Brillante 286C Archivado el 4 de marzo de 2016 en Wayback Machine.). Abarca a vehículos de flotas de gobiernos, municipios, fuerzas de seguridad y bomberos.[15]
- Vehículo Diplomático/Consular:caracteres dorados (Pantone Fórmula Sólido Brillante 130C). Vehículos de embajadas y consulados.[15]
- Vehículos Especiales: caracteres verdes (Pantone Fórmula Sólido Brillante 341C (enlace roto disponible en Internet Archive; véase el historial, la primera versión y la última).). Vehículos en fases de pruebas o prototipos.[15]
- Vehículo de Colección: caracteres gris plata (SwopPantone Grey). Vehículos con más de 30 años de fabricación, en buen estado de conservación y con certificados de originalidad.[15]

Si bien, originalmente se iba a utilizar esta diferenciación por colores en las patentes, en Argentina  al igual que los demás países del Mercosur debido a problemas en la entrega de las mismas por parte de la Casa de Moneda de Argentina que en un primer momento debido a dificultades técnicas no pudo cumplir con los plazos establecidos de entrega obligando a suspender la aplicación de la patente del mes de enero a abril de 2016, finalmente se comenzó a patentar todos los vehículos solamente con caracteres negros abandonando definitivamente esta diferenciación.